# Legua (Costa Rica)
Legua (informalmente La Legua por su villa cabecera) es un distrito del cantón de Aserrí, en la provincia de San José, de Costa Rica.

## Historia
Fundado el 27 de noviembre de 1882. Legua es uno de los cinco distritos originales del cantón de Aserrí y en sus inicios presentaba una superficie de 90,14 km², cuando este incluía al hoy también distrito de Monterrey. Al segregarse Monterrey en 1966, el distrito Legua definió su superficie actual.

## Ubicación
Se ubica en el sur del cantón y limita al noroeste y oeste con el cantón de Acosta, al sur con el cantón de Parrita, al sureste con el cantón de Tarrazú, al este con el cantón de León Cortés Castro y al noreste con el distrito de Monterrey.

## Geografía
Legua cuenta con un área de 81,26 km² y una altitud media de 1649 m s. n. m.
Con mucho es el distrito más grande del cantón, representando alrededor del 48,5 % de su superficie.

## Demografía
Para el año 2022, Legua cuenta con una población estimada de 1549 habitantes, y para el último censo efectuado, en 2011, Legua contaba con una población de 1521 habitantes. Posee una densidad demográfica de 21,45 hab/km², siendo la más baja del cantón.

## Localidades
- Poblados: Alto Buenavista, Altos del Aguacate, Bajo Bijagual, Bajo Máquinas, Bajo Venegas (parte), Carmen (parte), Ojo de Agua (parte).[7]

## Transporte

### Carreteras
Al distrito lo atraviesan las siguientes rutas nacionales de carretera:
- Ruta nacional 313

## Concejo de distrito
El concejo de distrito de Legua vigila la actividad municipal y colabora con los respectivos distritos de su cantón. También está llamado a canalizar las necesidades y los intereses del distrito, por medio de la presentación de proyectos específicos ante el Concejo Municipal. El presidente del concejo del distrito es la síndico propietario del Partido Unidad Social Cristiana, Rodrigo Antonio Rojas Espinoza.
El concejo del distrito se integra por:
| #                       | Partido                         | Nombre                            |
| Síndico propietario     | Síndico propietario             | Síndico propietario               |
| ----------------------- | ------------------------------- | --------------------------------- |
| 1                       | Partido Unidad Social Cristiana | Rodrigo Antonio Rojas Espinoza    |
| Síndico suplente        |                                 |                                   |
| 2                       |                                 |                                   |
| Concejales propietarios |                                 |                                   |
| 3                       | Partido Acción Ciudadana        | Hermes Padilla Corrales           |
| 4                       | Partido Acción Ciudadana        | Margoth Rivera Padilla            |
| 5                       | Partido Liberación Nacional     | Marcia Padilla Rojas              |
| 6                       | Partido Liberación Nacional     | Eliecer Cruz Moreno               |
| Concejales suplentes    |                                 |                                   |
| 7                       | Partido Acción Ciudadana        | Martín Cruz Alfaro                |
| 8                       | Partido Acción Ciudadana        | Jeanneth Alexandra Rojas Castillo |
| 9                       | Partido Liberación Nacional     | Melania Padilla Rojas             |
| 10                      | Partido Liberación Nacional     |                                   |